# Il Pozzo (Ronta)
Il Pozzo (Ronta) è una località montana che si trova nel Mugello - frazione Ronta -  vicino alla Madonna dei Tre Fiumi, nel comune di Borgo San Lorenzo. Per arrivarvi c'è una strada campestre, percorribile anche in automobile, chiamata Panoramica, che collega la frazione Ronta al comune di Vicchio nella località Gattaia. Anticamente esisteva solo un viottolo che attraversava il bosco e conduceva alle case e alla piccola Cappella.
L'acqua di una fonte, che scaturiva dalla terra, serviva alle necessità degli abitanti del Pozzo che, forse, deve ad essa il suo nome.
In questa località sono stati ritrovati reperti archeologici etruschi.
Le vecchie case dei contadini, danneggiate col passare del tempo, sono state restaurate dai nuovi proprietari.